# Rachel McAdams
Cet article possède un paronyme, voir McAdam (homonymie).
Rachel McAdams /ˈɹeɪt͡ʃəl məˈkædəmz/ est une actrice canadienne née le 17 novembre 1978 à London (Ontario).
Après une formation théâtrale de quatre ans à l'Université York, dont elle sort diplômée en 2001, Rachel McAdams commence sa carrière à la télévision canadienne et dans des productions cinématographiques telles que My Name Is Tanino, La Voie du destin (pour laquelle elle reçoit une nomination au Prix Génie) et Slings & Arrows (en) (pour laquelle elle remporte un Prix Gemini). Son premier film hollywoodien est la comédie Une nana au poil.
Elle connaît la célébrité en 2004 avec des rôles principaux dans la comédie pour adolescentes Lolita malgré moi et le drame romantique N'oublie jamais. Elle apparaît l'année suivante dans la comédie Serial noceurs, le thriller Red Eye : Sous haute pression et le drame familial Esprit de famille. Elle est saluée comme la « nouvelle it girl d'Hollywood » par les médias et reçoit une nomination au Rising Star Awards des BAFTA.
De 2006 à 2007, elle se retire momentanément de la vie publique, refusant des rôles principaux dans des films de grande envergure tels que Le diable s'habille en Prada. Elle se remet à travailler en 2008, faisant un retour discret dans deux longs-métrages aux sorties en salles limitées : le film noir Married Life et le road-movie The Lucky Ones. Elle revient dans des rôles de premier plan avec le thriller politique Jeux de pouvoir, le film de science-fiction romantique Hors du temps et l'adaptation cinématographique de Sherlock Holmes.
Elle est l'une des stars principales de Morning Glory, puis de la comédie romantique de Woody Allen, Minuit à Paris, tout en faisant une apparition dans Sherlock Holmes : Jeu d'ombres.
En 2012 au cinéma, elle est l'actrice principale du drame romantique Je te promets. En 2013, elle apparaît dans À la merveille de Terrence Malick, suivi du thriller érotique Passion, de Brian De Palma, dans lequel elle tient l'un des rôles féminins principaux. La même année, elle est à l'affiche de la comédie romantique Il était temps.
En 2015, elle tient le rôle principal féminin de la série True Detective. Sa prestation de la journaliste Sacha Pfeiffer dans le film dramatique Spotlight lui vaut d'obtenir sa première nomination aux Oscars. En 2016, elle prête ses traits à Christine Palmer dans le film de super-héros de l'univers cinématographique Marvel Doctor Strange. En 2018, elle joue dans la comédie Game Night et le drame romantique Désobéissance. En 2020, elle tient l'un des rôles principaux de la comédie Netflix Eurovision Song Contest: The Story of Fire Saga aux côtés de Will Ferrell.

## Biographie

### Jeunesse et formation
Rachel Anne McAdams est née à London (Ontario), de l’union de sa mère Sandra (née Gale), infirmière et son père Lance, ancien routier et déménageur. Elle grandit dans la ville voisine de St. Thomas. Elle est l’ainée d’une fratrie de trois enfants, dont sa sœur Kayleen, maquilleuse pour célébrités, et son frère Daniel,.
Elle commence le patinage artistique à l'âge de quatre ans,, mais refuse l'offre de déménager à Toronto à neuf ans pour suivre une formation de patinage de couple, cette discipline étant alors devenue simplement un passe-temps. Elle pratique ce sport jusqu'à l’âge de dix-huit ans, remportant des prix régionaux,,. Plus tard, elle déclare que le patinage l'a aidée à se préparer pour les rôles physiques car elle s'est entraînée pour être « en harmonie avec son corps »,.
Elle s'inscrit au programme de théâtre sur quatre années de l'Université York et obtient en 2001 un Bachelor of Fine Arts.

### Vie privée
De juin 2005 à juillet 2007, elle fréquente l'acteur canadien Ryan Gosling rencontré sur le tournage du film N'oublie jamais.
Du mois d’octobre 2010 au début de l’année 2013, elle entretient une relation avec l'acteur gallois Michael Sheen, son partenaire à l’écran dans Minuit à Paris en juillet 2010,.
Depuis 2016, elle vit avec le scénariste Jamie Linden. Le 10 avril 2018, elle donne naissance à son premier enfant, un fils,. En 2020, le couple accueille une fille.

### Carrière

#### Ascension vers la gloire (2001-2005)

L'actrice aux côtés de Ryan Gosling son partenaire du mélodrame N'oublie jamais, qui l'impose en tête d'affiche en 2005.

Rachel McAdams fait sa première apparition à l'écran dans Shotgun Love Dolls, pilote pour la chaîne MTV tourné en 2001 durant sa semaine de vacances de printemps à l'Université York, puis fait ses débuts sur grand écran cette même année dans le long-métrage My Name Is Tanino. Cette coproduction canado-italienne a été tournée en Sicile et marque, pour la jeune actrice de vingt-deux ans, le premier voyage en avion,. Elle obtient une nomination au Prix Génie dans son Canada natal pour son rôle d'adolescente (Wendy Crewson incarne le personnage adulte) dans La Voie du destin. Par la suite, elle part aux États-Unis, où elle tourne son premier film hollywoodien, Une nana au poil, le décrivant comme une « étape très importante » dans sa carrière. La comédienne y incarne une lycéenne méchante qui voit son esprit transféré dans celui d'un petit criminel, et vice-versa. Le Los Angeles Times a estimé qu'elle « apparaît comme une jeune actrice pleine de promesses », tandis que le Daily Mail la décrit, ainsi  qu'Anna Faris, sa partenaire dans le film, comme « des talents à surveiller, mais desservis par ce qui les entoure ». Le film rapporte un total de 54 millions de dollars de recettes dans le monde entier. Elle est retournée au Canada pour jouer Slings and Arrows, mini-série sur les coulisses de la vie d'un théâtre. La seconde saison de la série marque le succès de la jeune femme aux États-Unis. Elle reçoit deux nominations au Prix Gemini pour son travail sur le programme, dont une victoire.
Le rôle qui allait la faire connaître est venu en 2004, avec la comédie pour adolescents Lolita malgré moi, dans lequel l'actrice de vingt-cinq ans tient le rôle de Regina George, une adolescente malveillante et Queen Bee, pour lequel elle s'est inspirée de la performance d'Alec Baldwin dans Glengarry Glen Ross pour son personnage. Pour sa performance, USA Today a salué « son flair comique », tout en étant « délicieusement haïssable » pour le Daily Telegraph. Le San Francisco Chronicle a estimé que « McAdams apporte du prestige et du magnétisme à Regina, mais aussi une nuance juste de distance comique ». Le film est un succès commercial, rapportant 129 millions de dollars de recettes au box-office mondial et remporte deux prix au MTV Movie Awards. Plus tard, Lolita malgré moi a atteint la douzième place des Meilleurs films de lycée. La scénariste du film, Tina Fey, également sa partenaire, lui a appris à jouer pour la caméra et non pour le public : « C'est une actrice de cinéma, elle ne surjoue pas. Et j'ai beaucoup appris en la regardant travailler.».
Son second rôle en 2004 est le drame romantique N'oublie jamais, adaptation cinématographique d'un roman de Nicholas Sparks. Elle y joue une jeune femme riche qui vit un amour interdit avec un ouvrier pauvre, incarné par Ryan Gosling,. McAdams passa du temps à Charlestown, en Caroline du Sud avant le tournage pour se familiariser avec l'accent, elle a pris des cours de ballet et de bienséance Le tournage du film a eu lieu de fin 2002 à début 2003. Bien que Gosling et McAdams aient entamé une relation amoureuse en 2005, ils avaient un rapport combattif sur le plateau. « Nous avons inspiré le pire dans de chacun de nous ». Gosling a dit « C'était une expérience étrange, jouer une histoire d'amour et ne s'entendre en aucune manière avec votre partenaire». À un moment donné, Ryan Gosling demanda au réalisateur Nick Cassavetes de « mettre quelqu'un d'autre pour [ses] scènes hors-champ » parce qu'il sentait que l'actrice était peu coopérative. Le New York Times fait l'éloge des performances «spontanées et combustibles» des deux acteurs tandis que Roger Ebert du Chicago Sun-Times a été conquis par « la beauté et la clarté » de la performance de l'actrice. Le film a rapporté 115 millions de dollars de recettes mondiales. L'actrice remporte un MTV Movie Awards et quatre Teen Choice Awards,. Entertainment Weekly dit que le film contient le meilleur baiser de tous les temps dans un film tandis que le Los Angeles Times a inclus une des scènes du long-métrage dans la liste des 50 baisers dans un classique du cinéma. N'oublie jamais apparaît dans de nombreuses listes des films les plus romantiques,,,. « Je suis tellement reconnaissante d'avoir fait un film pour lequel les gens ont réagi de cette manière », déclare-t-elle au magazine Elle, en 2011, « C'était une expérience forte ».
2005 a vu Rachel McAdams être la star de trois films. Dans la comédie Serial noceurs, elle incarne Claire Cleary, fille d'un politicien influent qui vit une histoire d'amour à la fois avec les personnages joués par Owen Wilson et Bradley Cooper,. Pour se préparer pour les scènes émouvantes, elle écouta Landslide, de Fleetwood Mac, à plusieurs reprises, et, selon Owen Wilson, la chanson l'a fait pleurer tout de suite : « C'est comme ouvrir un robinet ». Elle a obtenu un certificat de navigation à voile pour une séquence du film sur un bateau où son personnage dit être un marin accompli. Manohla Dargis du New York Times écrit que l'actrice « tire le meilleur parti de son personnage secondaire ». Variety trouve sa « présence captivante » qui « réellement crée un vrai personnage– une rareté pour une femme dans une de ce rôles lad-mag ». Pour un budget de production de 40 millions de dollars, le film a rapporté 285 millions de dollars de recettes dans le monde.
Ensuite, elle joue aux côtés de Cillian Murphy dans Red Eye : Sous haute pression, thriller réalisé par Wes Craven sur une jeune directrice d'un hôtel retenue en otage par un terroriste dans un avion. Craven a dit qu'elle était la seule actrice qu'il voyait pour jouer le rôle. Elle a été attirée par les qualités propres à son personnage : « Elle n'était pas mal en sueur, en débardeur usé, une super-woman portant un Uzi». Variety l'a trouvé « de plus en plus impressionnante » tandis que Roger Ebert affirme qu'elle « apporte plus par sa présence et sa crédibilité que ce qui est vraiment attendu pour ce rôle : elle joue sans trahir le moindre sentiment de jouer dans un film de genre. Sa performance la qualifie pour les rôles costauds». Lors de sa sortie en salles, le film, tourné pour un budget de production de 26 millions de dollars, a rapporté plus de 95 millions de dollars de recettes mondiales.
Un second rôle dans le drame familial Esprit de famille est le dernier film de l'actrice de l'année 2005. Le long-métrage, avec également au casting Diane Keaton, Sarah Jessica Parker, Luke Wilson et Claire Danes, lui a donné l'occasion de jouer une sœur échevelée et sarcastique plutôt que celui "évident" et habituel de petite amie ou d'épouse,. Elle a été enthousiasmée de travailler avec Keaton. Variety note que « McAdams n'est pas glamour mais toujours rayonnante, prouvant une fois de plus qu'elle est la vraie bonne affaire, offrant une performance délicieusement fougueuse». Le New York Times a estimé que sa « séduisante présence à l'écran retient votre attention et votre sympathie malgré le handicap que constitue la personnalité de son personnage». Esprit de famille rencontre un succès commercial : tourné pour un budget de 18 millions de dollars, il en a rapporté plus de 92 millions de dollars de recettes au box-office mondial.

#### Interruption de carrière et retour discret (2006-2008)

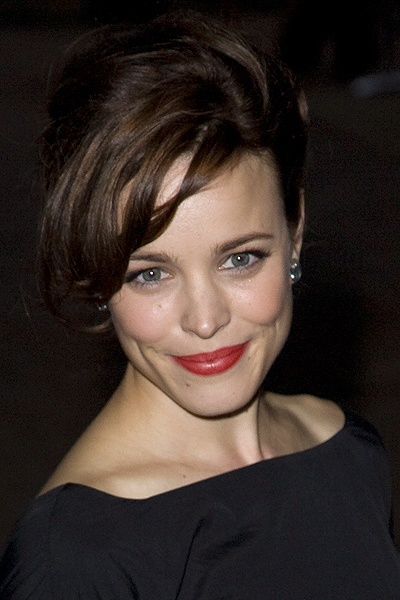
L'actrice à la première de Married Life au Festival de Toronto 2007.

À ce stade de sa carrière, Rachel McAdams a été saluée comme la « nouvelle Julia Roberts » et la « nouvelle it girl d'Hollywood ». Elle est invitée par le Vanity Fair, aux côtés de Scarlett Johansson et Keira Knightley, pour faire la couverture du magazine en mars 2006, pour leur annuel Hollywood Issue. Dès son arrivée pour la séance photo, elle découvre qu'il s'agissait d'une séance de nu et quitte les lieux. Plus tard, elle se sépare de son agent qui avait omis de la prévenir. Knightley a raconté, plus tard, « très vite, Rachel déclare : « Non, je ne fais pas ça ! ». C'est une fille sympa et j'ai vraiment du respect pour cela ». Interrogée sur l'incident en 2008, McAdams n'a « aucun regret ».
Elle se retire de la vie publique, de 2006 à 2007, en prenant du temps libre pour se recentrer sur elle-même et sa famille. « C'était la bonne chose à faire pour moi à l'époque », dira-t-elle plus tard. « Si vous voulez raconter des histoires le plus fidèlement possible, vous devez avoir une existence normale et ennuyeuse ». Durant cette période, elle refusa des rôles dans Le Diable s'habille en Prada, Casino Royale, Mission: Impossible III et Max la Menace. En février 2006, elle fait une apparition sur scène dans Les Monologues du vagin, au Saint Lawrence Centre for the Arts, à Toronto, pour amasser des fonds pour le V-Day. La même année, elle a reçu une nomination au BAFTA Awards dans la catégorie Rising Star Award et est l'hôte de l'Academy Award for Technical Achievement.
Elle reprend les tournages en 2008, où elle est à l'affiche de deux longs-métrages aux sorties en salles limitées. Dans le film noir Married Life, elle interprète Kay, une jeune veuve qui, dans les années 1940, gagne l'affections de deux hommes, incarnés par Pierce Brosnan et Chris Cooper. Pour la préparation de son rôle, elle étudia les vieux films, en particulier ceux avec Kim Novak. Elle a dit que le tournage du film l'a restimulée et lui a donné envie de travailler plus souvent. Entertainment Weekly a trouvé qu'elle offrait une « image particulièrement agréable après sa pause de deux ans ». Variety a aussi déploré son absence du grand écran, mais a estimé que, malgré une performance « pleine de tendresse», « sa vivacité et sa spontanéité sont contraintes» par le format du film noir. Le film est un échec au box-office, rapportant un peu plus de deux millions de dollars de recettes mondiales, loin de rentabiliser son budget de production de 12 millions de dollars.
The Lucky Ones, racontant l'histoire de trois soldats de la guerre en Irak dans un bref road trip à leur retour aux États-Unis, est le second film de l'actrice en 2008, où elle partage la vedette avec Tim Robbins et Michael Pena. Elle a fait une formation dans un vrai camp militaire, le Fort Campbell, dans le Kentucky, avant le tournage. En 2011, elle déclare que son personnage, Colee, était probablement l'un des « personnages préférés [qu'elle] ait jamais joués ». Le New York Times l'a trouvée « lumineuse comme toujours », tandis que Roger Ebert du Chicago Sun-Times a salué sa performance «marquant son passage à l'âge adulenme actrice ». « Auparavant, elle était principalement vue comme une fille chaude ou la petite amie idéale », écrit-il. « Ici, elle est bagarreuse, vulnérable, courageuse, chaleureuse, drôle... Voir la scène poignante où elle rencontre la famille de son copain». Entertainment Weekly l'a trouvé « fougueuse, superbe et aussi changeante qu'une bague d'humeur ». The Lucky Ones est le film de sa carrière ayant obtenu le plus faible succès commercial, à partir de 2012, après avoir rapporté seulement 266 967 dollars dans le monde entier.

#### Retour au premier plan (2009-2012)

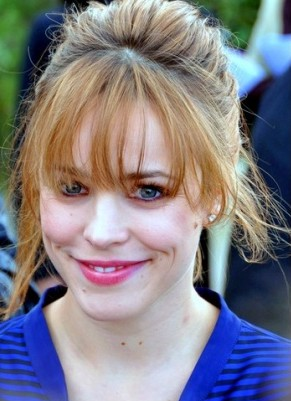
Rachel McAdams à la première de Hors du temps au festival du film américain de Deauville 2009.

En 2009, elle joue dans trois films : d'abord, le thriller politique Jeux de pouvoir, adapté d'une mini-série de la BBC, avec comme partenaires Russell Crowe, Ben Affleck et Helen Mirren. McAdams y joue Della Frye, une journaliste en ligne qui enquête sur un possible complot avec un journaliste, vétéran de la presse écrite, incarné par Crowe. Dans le cadre de ses recherches, l'actrice a visité les bureaux du Washington Post et a rencontré des politiciens au Capitol Hill. Entertainment Weekly a senti qu'elle était « parfaitement moulée pour jouer une « wonkette » ambitieuse » tandis que le Daily Telegraph a noté que « McAdams, avec ses grands yeux vifs, son front expressif, tient tête à Crowe. Heureusement, elle n'a pas cédé à la tentation de jouer la fille sage face au mâle dominant grisonnant». Le film a rapporté 87 millions de dollars au box-office mondial.
Ensuite, elle joue dans le film de science-fiction romantique Hors du temps, adaptation cinématographique du roman Le temps n'est rien, le best-seller d’Audrey Niffenegger,. McAdams est « tombée follement amoureuse » du livre, mais a d'abord hésité avant d'accepter le rôle, car Claire, une femme d'une patience à toute épreuve, est un « personnage que les gens ont déjà catalogué dans leurs têtes ». Le Los Angeles Times l'a trouvée «lumineuse [encore], malheureusement, ses talents d'actrice sont presque gaspillés. » Le film fut un succès commercial, en engrangeant plus de 101 millions de dollars de recettes mondiales.

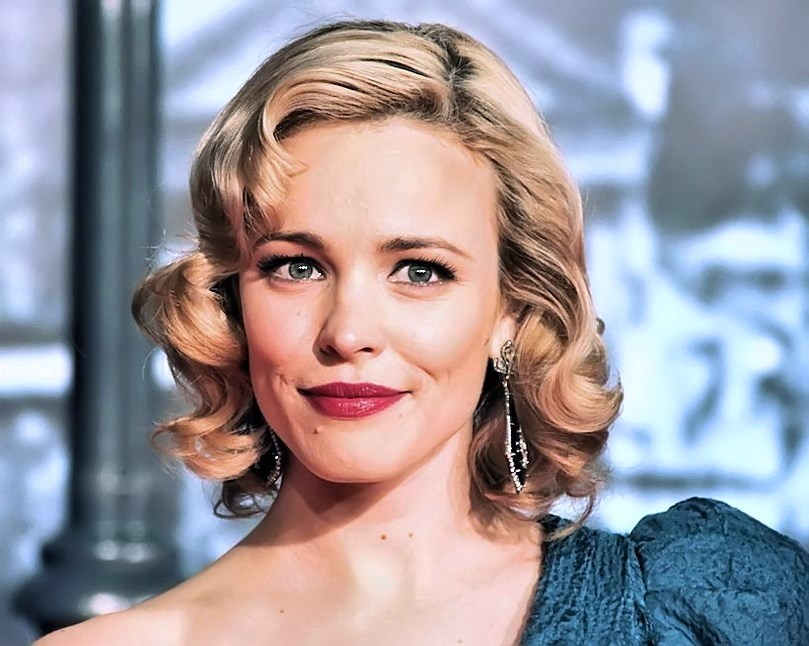
A l'avant-première de Sherlock Holmes, en Allemagne en janvier 2010.

Enfin, Sherlock Holmes, est son dernier film de l'année, dans lequel elle interprète Irène Adler, objet de la passion amoureuse du personnage-titre, incarné par Robert Downey Jr., et dans lequel elle a apprécié la possibilité de jouer un personnage qui est « son propre patron et un vrai esprit libre ». Les costumes corsetés élaborés l'ont aidé à entrer dans le rôle,. Variety a trouvé que son personnage « n'était pas très bien intégré au reste de l'histoire, un manque auquel McAdams, habituellement pleine de ressources, n'a pas pu faire grand chose ». Le New York Times déclare qu'elle « est une actrice tout à fait charmante et assure ainsi courageusement la troisième roue de ce tricycle d'action-bromance ». Mais son personnage est perçu comme étant « plus un artifice commercial assumé », ajoutant qu'elle « apporte un petit quelque chose pour les dames et un petit quelque chose pour les messieurs, qui, s'ils sont friands d'armes, de bagarres, d'explosions et de courses-poursuites, apprécient aussi les jolies filles». Le film rencontre un succès commercial majeur, avec plus de 524 millions de dollars de recettes au box-office dans le monde.
En 2010, elle tient le rôle d'une productrice de télévision qui tente d'améliorer les mauvaises audiences d'un programme matinal de comédie Morning Glory, présenté comme un star vehicle. Elle a d'abord estimé qu'elle n'était pas faite pour le rôle car elle raconte :  « Je ne suis pas drôle. Alors j'ai dit : "Si vous avez besoin de moi pour être drôle, vous devriez peut-être chercher ailleurs ». Le réalisateur du film, Roger Michell, a eu un certain nombre de dîners avec McAdams et l'a persuadée de se joindre au casting,. C'est la seconde fois qu'elle joue aux côtés de Diane Keaton, a qui elle attribue le statut de mentor. Elle tient également la vedette avec des acteurs, hormis Keaton, tels qu'Harrison Ford, Jeff Goldblum et Patrick Wilson. Kenneth Turan, du Los Angeles Times, note que la jeune actrice « donne le genre de performance pour lesquelles on va au cinéma », tandis que Roger Ebert, du Chicago Sun-Times, a senti qu'elle a tenu ce « premier rôle aussi bien que n'importe qui depuis Amy Adams dans Junebug dans un autre genre de "routine movie"" ». Le New York Post fut impressionné par son « don pour la comédie physique »  tout comme Variety. Alors que Manohla Dargis, du New York Times estime qu'elle « interprète son rôle exceptionnellement bien» et est « sympathique sans effort », elle en appelle à Hollywood pour qu'il lui donne des rôles dignes de son talent : « Mme McAdams doit compter sur ses fossettes pour s'en sortir. Elle l'a fait, mais elle pouvait faire mieux encore ». Morning Glory rencontre un succès commercial modeste, avec seulement 58 millions de dollars de recettes au box-office mondial, pour un budget de 40 millions. McAdams fut déçue que le film n'ait pas pu rencontrer un public plus large.
Son premier film de l'année 2011 est Minuit à Paris, de Woody Allen, film d'ouverture du 64e Festival de Cannes, qui lui permet de retrouver Owen Wilson après Serial noceurs. Allen a écrit le rôle de l'acariâtre Inez pour elle, après avoir entendu des rapports élogieux de la part de Diane Keaton. Il a dit qu'il « était fou de Rachel» et qu'il voulait lui donner la possibilité de jouer autre chose que les « belles filles ». Le film fut tourné sur place à Paris et McAdams a dit que cette expérience aura « une grande place » dans son cœur. La réception critique de sa prestation dans le film fut assez varié, si The Guardian déplore que l'actrice a « transformé la chose douce de Serial noceurs en garce briseuse de rêve que, selon les comédies américaines, les femmes deviennent une fois qu'ils piègent leur homme », Richard Corliss, du Time, s'est « senti désolé pour McAdams, dont la présence habituellement gagnante est une raison hostile en cliché». Toutefois, le Los Angeles Times trouve qu'elle « manipule habilement un rôle qui est moins aimable que d'habitude pour elle » et le New York Times l'a trouvé « superbement en accélération ». Minuit à Paris est devenu le plus grand succès commercial de Woody Allen sur le territoire américain, ainsi que pour un film indépendant sorti en 2011, : avec un budget de production de 17 millions de dollars, le film en a rapporté 151 millions de dollars au box-office mondial. McAdams, avec six autres membres du casting, a reçu une nomination au Screen Actors Guild Award de la meilleure distribution. Allen a obtenu l'Oscar du meilleur scénario original et le film lui-même fut nommé à trois reprises aux Oscars, notamment pour le meilleur film. Son second film de l'année 2011 est Sherlock Holmes : Jeu d'ombres, suite du film sorti en 2009, dans lequel elle reprend, en caméo, le rôle d'Irene Adler. Le rôle principal féminin est incarné par Noomi Rapace. Le producteur du film, Joel Silver, a déclaré que la production avait « toujours l'intention d'avoir un autre type de fille pour chaque film, dans la veine des Bond girls». Il a trouvé que c'était compliqué de persuader McAdams de revenir dans un second rôle, disant qu'« elle aimait être avec nous, mais elle espérait avoir un rôle plus important.». Le Wall Street Journal a estimé qu'elle « disparaît trop vite dans cette superproduction, une suite auto-enchantée, et il en va de l'esprit d'invention brillante qui a fait du film précédent une très agréable surprise». Le Huffington Post a remarqué qu' « elle présente beaucoup plus de personnalité et de charme espiègle dans ses quelques moments que ce qu'elle a fait dans le précédent film » et que « libéré des contraintes d'être l'amoureuse de facto, McAdams savoure la chance d'aller en mode plein-méchant ». Le film a rapporté 543 millions de dollars de recettes au box-office mondial.

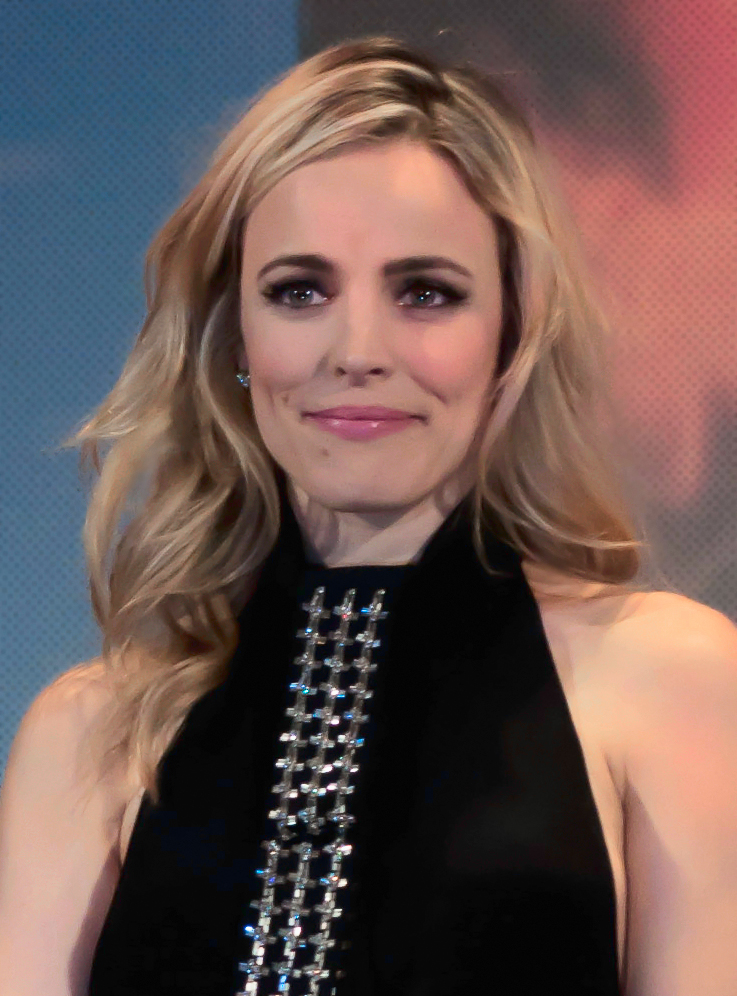
L'actrice à la première de Passion, au Festival de Toronto 2012.

En 2012, McAdams joue dans le drame romantique Je te promets, dans lequel elle tient avec Channing Tatum le rôle d'un couple de jeunes mariés qui tente de se reconstruire après un accident de voiture, à la suite duquel la femme n'a aucun souvenir de leur mariage. La jeune actrice a trouvé intéressant que l'histoire soit vue « à travers les yeux du mec ». Le New York Times déclara qu'elle apporte « suffisamment charme physique et de chaleur émotionnelle afin de distraire du cadre élimé et l'intrigue mince comme du papier ». Le film, financé avec un budget de 30 millions de dollars, rencontre un énorme succès commercial en prenant la tête du box-office américain et rapportant un total de 196 millions de dollars de recettes mondiales,.

#### Vers des rôles plus dramatiques (2013-...)
En avril 2013, elle est à l'affiche du film À la merveille, drame romantique écrit et réalisé par Terrence Malick, dans lequel elle tient le rôle d'une employée d'un ranch dans l'Oklahoma, personnage qui serait inspiré de l'épouse actuelle de Malick, qui aura une aventure avec le personnage incarné par Ben Affleck. Elle a trouvé que Malick est un réalisateur « incroyablement serviable », ils ont discuté de son personnage en détail et Malick lui a fait visiter une ville locale, en désignant la maison où elle aurait grandi et l'école où elle aurait fait sa scolarité. Indiewire note que « McAdams a le moins à faire des stars, mais elle est merveilleusement hantée et triste dans ses brèves apparitions », tandis que le Telegraph trouve qu'elle « n'a jamais été aussi mieux », mais Variety décrit l'histoire de son personnage comme « une brève digression narrative dans laquelle Malick paraît aussi intéressé par les chevaux dans le ranch de Jane que par la femme elle-même ». Le film a reçu une sortie limitée américaine, engrangeant 587 615 $ de recettes.
Par la suite, McAdams est la co-vedette avec Noomi Rapace dans le thriller érotique Passion, de Brian De Palma, réalisé en 2012, qui suit la lutte de pouvoir de deux cadres d'entreprise. Sa prestation dans Passion est reçu de manière mitigée,, notamment par le Los Angeles Times qui note que McAdams et Rapace sont plus « consœurs dans une prise de bec qu'antagonistes de pouvoir trans-générationnels ». Connaissant le même sort en salles qu'À la merveille, Passion ne parvient à totaliser que 92 181 dollars.
À la fin de l'année 2013, elle partage la vedette avec Domhnall Gleeson dans la comédie romantique Il était temps de Richard Curtis. Le film suit l'histoire d'amour des personnages de McAdams et Gleeson, l'élément de l'histoire du voyage dans le temps illustre l'importance de vivre dans l'instant. Zooey Deschanel était initialement prévue pour incarner le rôle de McAdams, mais a renoncé avant le début du tournage. Variety a loué les prestations de Gleeson et McAdams pour leur « rayonnante alchimie crédible qui maintient tient le film en l'air ». Lors de sa sortie en salles, Il était temps rencontre un succès commercial assez modeste, avec 88 millions $ de recettes mondiales, pour un budget de 12 000 000 $.

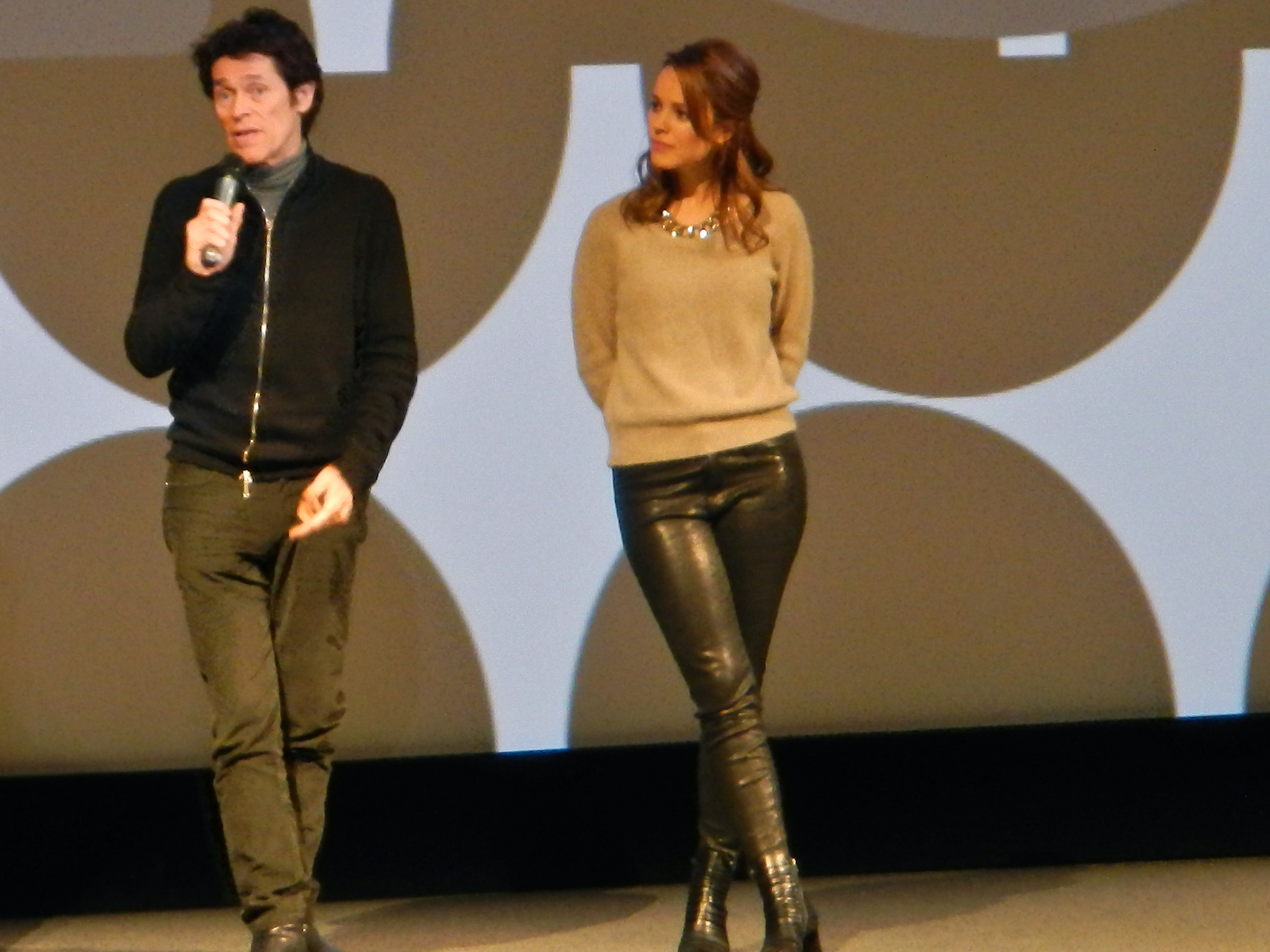
Aux côtés de Willem Dafoe, au Festival de Sundance 2014, pour la présentation de Un homme très recherché.

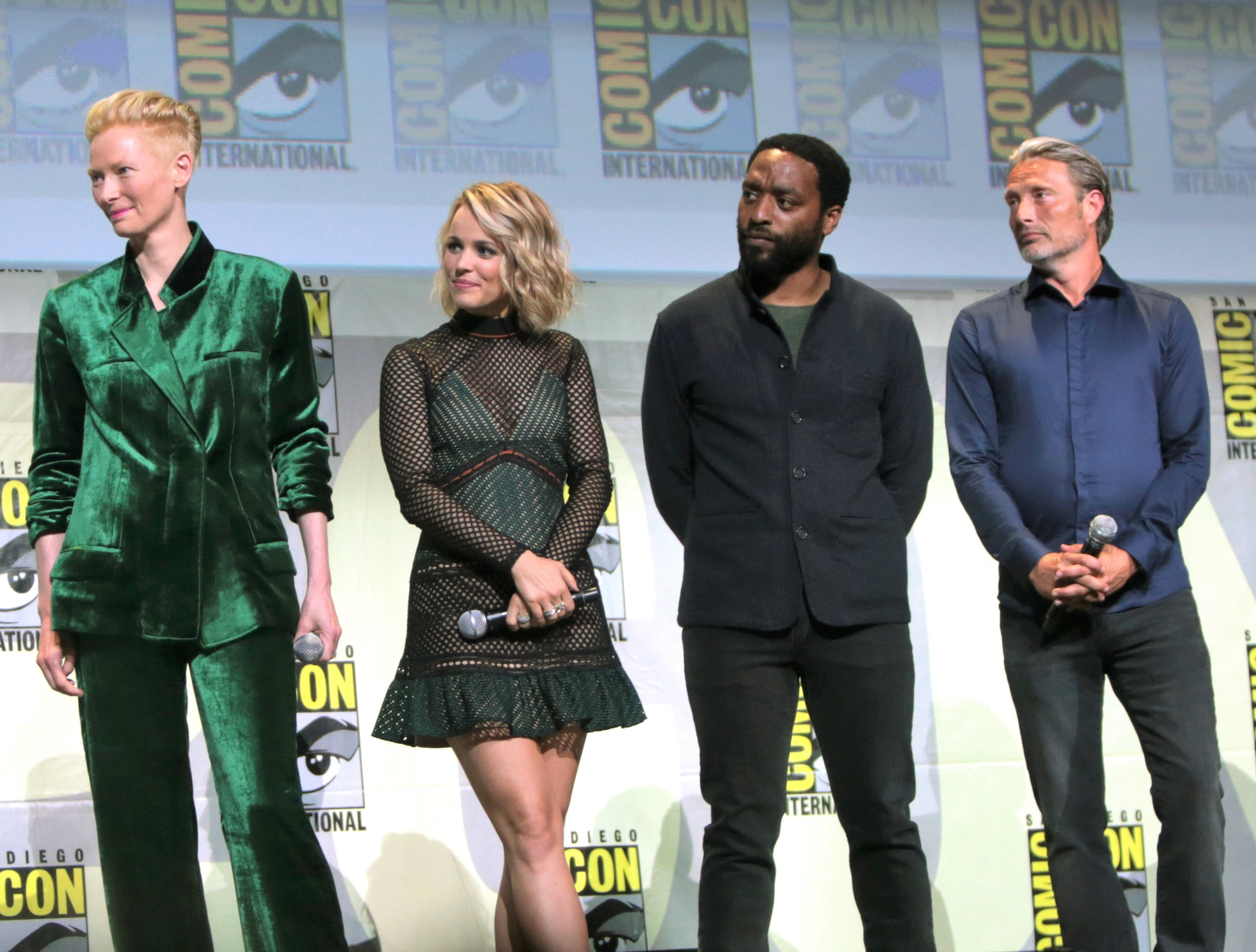
Puis au San Diego Comic-Con 2016, aux côtés de ses partenaires de Doctor Strange.

Par la suite, elle partage l'affiche avec Philip Seymour Hoffman dans l'adaptation cinématographique du roman à suspense de John Le Carré, Un homme très recherché, qui est présenté au Festival de Sundance le 19 janvier 2014,,. Un homme très recherché sort en juillet 2014, obtient un excellent accueil critique et remporte un succès modeste en salles avec 31,5 millions $ de recettes mondiales.
Rachel McAdams est impliqué dans de nombreux projets à venir : elle prête sa voix à l'un des personnages d'une version animée du Petit Prince, aux côtés de Marion Cotillard, Jeff Bridges et James Franco, puis tourne sous la direction de Wim Wenders dans le drame Every Thing Will Be Fine, aux côtés de James Franco, dans lequel elle incarne la petite amie de Franco, qui l'aide à faire face à sa culpabilité après avoir tué accidentellement un enfant dans un accident de voiture. Le tournage a commencé en août 2013 à Montréal, avant de connaître une pause et se terminer à l'hiver. Le film passe inaperçu puisqu'il sort aux États-Unis dans deux salles, plusieurs mois après l'Europe, totalisant 8 034 $, soit la plus faible recette dans la carrière de l'actrice, devant Passion et The Lucky Ones.
L'année 2015 débute avec l'énorme échec critique et commercial de Welcome Back (Aloha, en version originale) de Cameron Crowe, comédie dramatique où elle est opposée à Bradley Cooper, Emma Stone et John Krasinski. Le film voit en effet sa sortie en France annulée, et reportée à une diffusion digitale en janvier 2016 . Par la suite, elle est à l'affiche du drame La Rage au ventre, réalisé par Antoine Fuqua, dans lequel elle interprète l'épouse d'un boxeur, joué par Jake Gyllenhaal.
Entre juin et août 2015, elle joue le rôle principal féminin de la deuxième saison de la série anthologique True Detective, diffusée par la chaîne câblée HBO. Elle y retrouve Kelly Reilly, sa partenaire de Sherlock Holmes, et Vince Vaughn, dix ans après Serial noceurs et partage également la vedette avec Colin Farrell et Taylor Kitsch. Alors que la saison a reçu à ce jour des critiques mitigées, le travail de l'actrice est salué par la critique,.
Fin 2015, elle est à l'affiche du drame acclamé par la critique Spotlight, de Thomas McCarthy, dans lequel elle joue aux côtés de Michael Keaton, Mark Ruffalo et Stanley Tucci, qui narre l'histoire d'une équipe de journalistes du Boston Globe dénonçant un scandale impliquant l'Église catholique de Boston. Pour sa prestation de la journaliste Sacha Pfeiffer, McAdams obtient de nombreuses nominations, dont celui de l'Oscar de la meilleure actrice dans un second rôle. Le long-métrage obtient l'Oscar du meilleur film et celui du meilleur scénario original en 2016 et engrange 88,3 millions de $ de recettes mondiales.
En 2016, elle est la co-vedette avec Benedict Cumberbatch dans le film de super-héros Marvel Doctor Strange. Peter Debruge de Variety note que McAdams joue « le plus compétent et humain » des petites amies des personnages Marvel. Avec plus de 659 millions $ de recettes mondiales au box-office, Doctor Strange devient à ce jour le plus grand succès commercial de l'actrice.
Toujours en 2016, McAdams a fait la narration de la version livre audio du roman de Lucy Maud Montgomery, Anne… la maison aux pignons verts, publié par Audible[source insuffisante].
Après une année absence à l'écran, McAdams partage la vedette avec Jason Bateman dans la comédie Game Night (2018). Glenn Kenny du New York Times a déclaré que le film « rappelait que MMe McAdams est l'une des actrices comiques les plus accomplies et les plus séduisantes du cinéma ». Richard Lawson de Vanity Fair sent que son personnage n'avait «aucun arc ni motivation propre», mais « c'est un témoignage du talent et du charme de McAdams, alors, qu'elle ne se perd pas dans le film, s'affirmant dans chaque scène avec une luminosité maladroite ». Elle a exécuté certains de ses propres cascades au volant dans une scène de fuite en voiture. Plus tard en 2018, McAdams a joué  face à Rachel Weisz dans le drame romantique lesbien de Sebastián Lelio, Désobéissance, basé sur le roman de Naomi Alderman. Manohla Dargis du New York Times a déclaré que McAdams « fait ici un beau travail pour transmettre une femme angoissée par sa situation existentielle ».
Après s'être éloignée des plateaux de cinéma pendant un an après la naissance de son enfant, l'actrice reprend le chemin des tournages avec la comédie Eurovision Song Contest: The Story of Fire Saga de David Dobkin et co-produite par Netflix. Elle partage la vedette avec Will Ferrell et Pierce Brosnan.

### Autres activités

#### Engagement écologiste

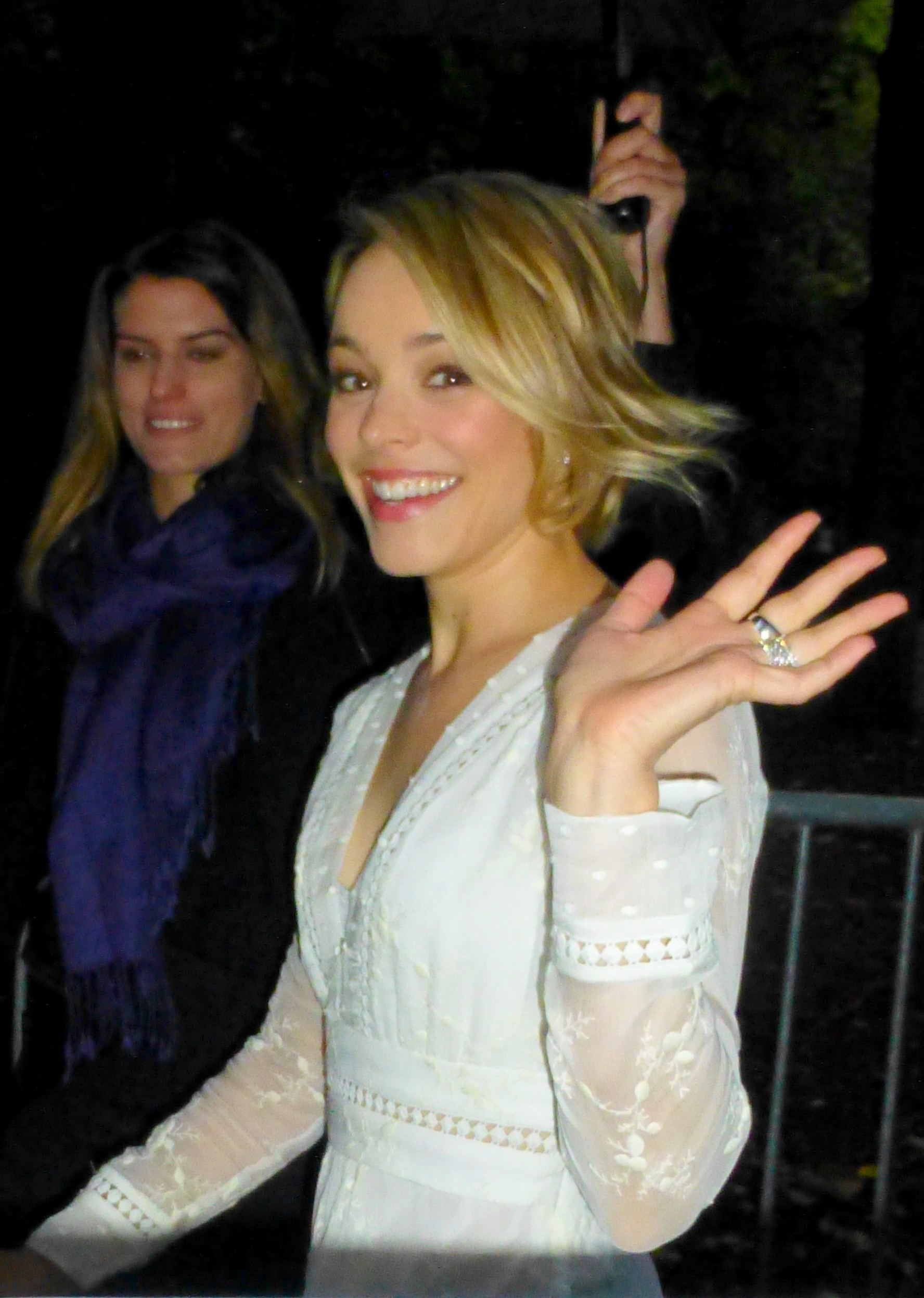
L'actrice au Festival de Toronto 2015.

Militante écologiste, Rachel McAdams a créé avec deux amies un site Internet consacré à un mode de vie respectueux de l'environnement, GreenIsSexy.com, pendant cinq ans, de 2007 à 2011. Sa maison est alimentée par Bullfrog Power (en), qui utilise des énergies renouvelables. Elle se déplace dans Toronto à vélo, mais utilise la voiture à Los Angeles parce que c'est « une ville où il est plus difficile de faire du vélo ». Elle s'est portée volontaire à Biloxi, dans le Mississippi et en Louisiane, dans le cadre de l'effort de nettoyage après l'ouragan Katrina. En 2007, elle fait partie du jury TreeHugger/Live Earth.
En 2010, McAdams fait des appels aux dons durant le Canada for Haiti (en). La même année, elle s'implique avec Matter of Trust dans les efforts suivant l'explosion de Deepwater Horizon,. En 2011, elle soutient Foodstock, qui proteste contre une méga-carrière calcaire à Melancthon, en Ontario,. En 2013, elle tourne deux vidéos promotionnelles pour le premier mouvement Food & Water, visant à préserver les terres agricoles de choix et de l'eau de source en Ontario,. En 2014, elle est la narratrice du documentaire Take Me To The River, qui enquête sur ce qui est fait pour essayer pour sauver les rivières emblématiques,

#### Autres causes
En 2006, elle participe à la manifestation de la Journée sans immigrants, à Los Angeles, pour protester contre le Gouvernement fédéral des États-Unis, afin de réclamer l'amnistie et la mise en place de programmes de régularisation des étrangers en situation irrégulière. En 2011, elle assiste à la manifestation Occupy Toronto (en). Deux ans plus tard, elle est bénévole à Habitat for Humanity International dans sa ville natale de St. Thomas. Elle a également travaillé avec des organismes de bienfaisance dont la Sunshine Foundation of Canada,, l'Alzheimer's Association, READ Campaign,  et Centraide.

## Filmographie

### Cinéma

#### Années 2000
- 2002 : My Name Is Tanino de Paolo Virzì : Sally Garfield
- 2002 : La Voie du destin (Perfect Pie) de Barbara Willis Sweete : Patsy, à 15 ans
- 2002 : Une nana au poil (The Hot Chick) de Tom Brady : Jessica Spencer / Clive Maxtone
- 2004 : N'oublie jamais (The Notebook) de Nick Cassavetes : Allie Hamilton
- 2004 : Lolita malgré moi (Mean Girls) de Mark Waters : Regina George
- 2005 : Serial noceurs (Wedding Crashers) de David Dobkin : Claire Cleary
- 2005 : Red Eye : Sous haute pression (Red Eye) de Wes Craven : Lisa Reisert
- 2005 : Esprit de famille (The Family Stone) de Thomas Bezucha : Amy Stone
- 2007 : Married Life d'Ira Sachs : Kay Nesbitt
- 2007 : The Lucky Ones de Neil Burger : Colee Dunn
- 2008 : Jeux de pouvoir (State of Play) de Kevin Macdonald : Della Frye
- 2009 : Hors du temps (The Time Traveler's Wife) de Robert Schwentke : Clare Abshire
- 2009 : Sherlock Holmes de Guy Ritchie : Irène Adler

#### Années 2010
- 2010 : Morning Glory de Roger Michell : Becky Fuller
- 2011 : Minuit à Paris (Midnight in Paris) de Woody Allen : Inez
- 2011 : Sherlock Holmes : Jeu d'ombres (Sherlock Holmes : A Game of Shadows) de Guy Ritchie : Irène Adler
- 2012 : Je te promets (The Vow) de Michael Sucsy : Paige Collins
- 2013 : À la merveille (To the Wonder) de Terrence Malick : Jane
- 2013 : Il était temps (About Time) de Richard Curtis : Mary
- 2013 : Passion de Brian De Palma : Christine Stanford
- 2014 : Un homme très recherché (A Most Wanted Man) d'Anton Corbijn : Annabel Richter
- 2015 : La Rage au ventre (Southpaw) d'Antoine Fuqua : Maureen Hope
- 2015 : Every Thing Will Be Fine de Wim Wenders : Sara
- 2015 : Le Petit Prince (The Little Prince) de Mark Osborne : La mère (voix)
- 2015 : Welcome Back (Aloha) de Cameron Crowe : Tracy Woodside
- 2015 : Spotlight de Thomas McCarthy : Sacha Pfeiffer
- 2016 : Doctor Strange de Scott Derrickson : Dr Christine Palmer
- 2017 : Désobéissance (Disobedience) de Sebastián Lelio : Esti Kupferman
- 2018 : Game Night de John Francis Daley et Jonathan Goldstein : Annie Davis

#### Années 2020
- 2020 : Eurovision Song Contest: The Story of Fire Saga de David Dobkin :  Sigrit Ericksdottir
- 2022 : Doctor Strange in the Multiverse of Madness de Sam Raimi : Dr Christine Palmer / Dr Christine Palmer 838
- 2023 : Dieu, tu es là ? C'est moi, Margaret (Are You There God? It's Me, Margaret) de Kelly Fremon Craig : Barbara Simon
- 2026 : Send Help de Sam Raimi : Linda

### Télévision

#### Téléfilms
- 2001 :  Shotgun Love Dolls de T.J. Scott : Beth
- 2002 : Coupable par amour (Guilt by Association) de Graeme Campbell : Danielle

#### Séries télévisées
- 2001 : Jett Jackson (The Famous Jett Jackson) : Hannah Grant
- 2002 : Invasion planète Terre (Earth : Final Conflict) : Christine Bickwell
- 2003-2005 : Slings And Arrows : Kate McNab
- 2015 : True Detective : Shérif Antigone « Ani » Bezzerides
- 2018 : Explained :  Narratrice  Épisode: "Why Women Are Paid Less"
- 2021-2023 : What If...? :  Christine Palmer (voix) Episode: "What If... Doctor Strange Lost His Heart Instead of His Hands?"
- 2023 : Dave :  elle-même  3 épisodes

## Théâtre
- 2024 : Mary Jane d'Amy Herzog, mis en scène par Anne Kauffman, Samuel J. Friedman Theatre, New York[203]

## Distinctions
Sauf indication contraire, les informations mentionnées dans cette section peuvent être confirmées par la base de données cinématographiques IMDb,  présente dans la section « Liens externes ».
Au cours de sa carrière, Rachel McAdams a obtenu vingt-deux récompenses et cinquante-cinq nominations, parmi lesquels : 
- 2005 : Meilleure actrice dans un film dramatique au Teen Choice Awards pour N'oublie jamais
- 2010 : Meilleure actrice dans un film d'action ou d'aventure au Teen Choice Awards pour Sherlock Holmes
- 2016 : Nomination à l'Oscar de la meilleure actrice dans un second rôle pour Spotlight

## Voix francophones
En France, Noémie Orphelin est la voix française régulière de Rachel McAdams. En parallèle, Elisabeth Ventura l'a doublée à cinq reprises.
Au Québec, Geneviève Désilets est sa voix la plus régulière.